# Famine au Yémen
La famine au Yémen est un événement survenu à partir de 2014 pendant la guerre civile au Yémen. Selon l'ONU, c'est la pire crise humanitaire connue avec 14 millions de personnes touchées.

## Causes
Cette famine résulte de la guerre civile qui y fait rage depuis 2014 et de l'intervention d'une coalition, composée de pays arabes, au travers de l'Opération Restaurer l'espoir, depuis 2015.
Cette coalition impose un blocus des ports yéménites contrôlés par les Houthis (comme le port stratégique d’Al-Hodeïda), alors que le pays produit peu de vivres, et que sa survie dépend à 90 % de ses importations,.

À la suite de cette guerre , plusieurs organismes d’aide humanitaire ont contribué à donner des ressources aux civils pour leur survie. En effet, plus de 80% des Yéménites repose sur l’aide humanitaire pour pouvoir survivre. Le déclin de l’économie a fait en sorte que la famine soit présente rapidement .Les revenus des yéménites sont bas, depuis la guerre civile, l’économie du pays s’est affaiblie le PIB se qualifie actuellement à  350 à 450 rial yéménites .  Ce qui signifie que les salaires ne sont pas suffisants  pour que les Yéménites puissent se procurer de la nourriture et des biens essentiels. Les taux de chômage sont en hausse  ainsi que la hausse des prix ce qui a contribué à la pauvreté du Yémen .Ensuite, il y a la guerre en Ukraine qui s’est déclenché en février 2022 qui est aussi  qualifié aussi comme une des causes de la famine au Yémen. Le Yémen repose une grande partie sur les ressources de l’Ukraine pour pouvoir subvenir aux besoins de leurs habitants . En fait,   30% des importations de blé au Yémen proviennent d’Ukraine. 

## Bilan
Le Yémen est touché par une famine affectant sévèrement plus de 11,3 millions de Yéménites, dont au moins 400 000 enfants, et plus de 22,2 millions de personnes ont un besoin urgent d'aide humanitaire,, parmi lesquels au moins 100 000 enfants de moins de cinq ans, pour une population totale du Yémen de 28 millions de personnes.
Plus de 50 000 enfants yéménites sont déjà décédés de cette famine et 130 en meurent chaque jour (novembre 2017). Cette situation est aggravée par une épidémie de choléra touchant plus d'1,1 million de personnes et plus de 5 000 nouveaux cas sont recensés chaque jour. Près de 2 200 Yéménites sont déjà décédés du choléra(juin 2017).

Les répercussions sur le peuple Yéménites sont nombreuses. Les femmes ainsi que les enfants sont principalement les plus touchés jusqu'à présent. En réalité , : « un quart des femmes yéménites âgées de 15 à 49 ans souffrent de malnutrition aiguë ». Le taux de décès s'est élevé à plus de 60% à cause du manque d'eau, de nourriture et l'accès aux services de santé . En ce qui concerne les enfants, le site de l’ONU ( Organisation des Nations unies) à révélé que plus de :« 2.2 millions d’enfants souffrent de malnutrition [...] chez les moins de cinq ans » . Les Yéménites ont aussi subi les conséquences  à travers l’économie, puisque 80% de la population yéménite vit encore sous le seuil de la pauvreté. Les citoyens ne sont pas en mesure de Malgré la contribution des organismes humanitaires, tel que OXFAM international , Croix Rouge Canadienne ou l'UNHCR ( Haut Commissariat des Nations unies ), les dons de nourritures sont rationnés entre chaque famille ou individus. Ainsi , il peut avoir présence de rationnement des portions entre les groupes d’individus et en cas extrême sauter des repas pour permettre au plus jeunes de se nourrir . La famine a laissé plusieurs yéménites dans l’instabilité économique et alimentaire .